# Scipio (cognomen)
Scipio was het cognomen van een invloedrijke tak in de gens Cornelia. De betekenis van het cognomen is: 'een ceremoniële staf'. De namen van haar bekendste leden zijn:
- Gnaius Cornelius Scipio Calvus, oom van Publius Cornelius Scipio Africanus maior;
- Publius Cornelius Scipio, de naam van verscheidene leden.